# Trichilia americana
Trichilia americana là một loài thực vật có hoa trong họ Meliaceae. Loài này được (Sessé & Moc.) T.D. Penn. miêu tả khoa học đầu tiên năm 1981.